# Teatro antico di Taormina
Il teatro antico di Taormina è il secondo teatro antico per dimensioni in Sicilia, dopo il teatro greco di Siracusa.

## Storia

### Origini e sviluppo

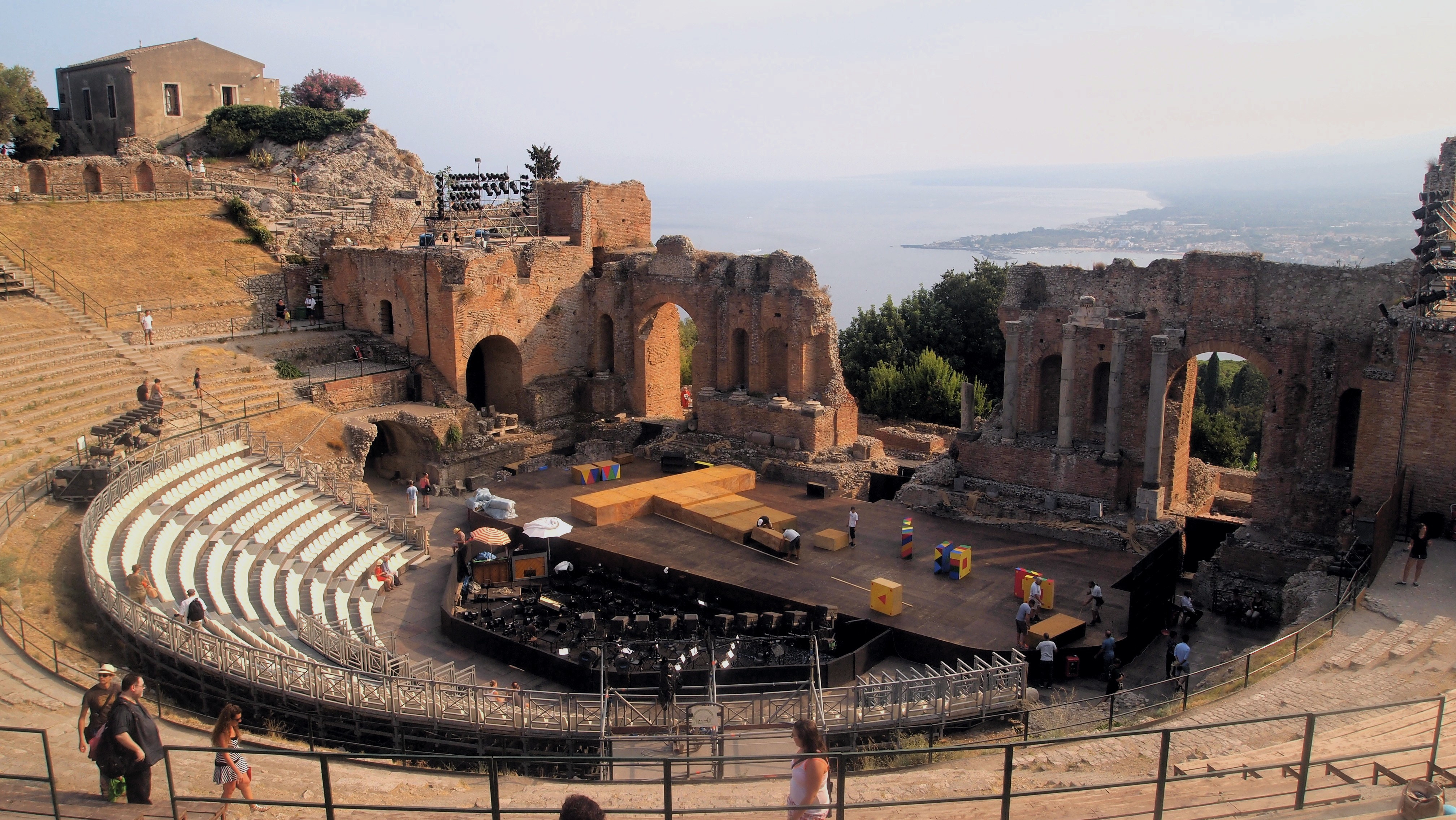
Allestimento di uno spettacolo nell'orchestra del teatro

L'impianto originario risale al III secolo a.C. A documentarlo sono i resti del muro a blocchi isodomi, inglobati nell'edificio della scena e tre sedili con iscrizione dalla cavea. Alla stessa epoca risalgono gli avanzi del piccolo edificio sacro alla sommità della cavea. Tuttavia, in parte si presenta romano nel suo aspetto oggi visibile. La struttura originaria era legata ad un piccolo santuario di cui resta il basamento sul belvedere che sovrasta la cavea.
Una prima ricostruzione dell'edificio si ebbe in età repubblicana o primo Impero, forse sotto Augusto, ma ad un ampliamento nella prima metà del II secolo d.C. risalgono le forme oggi note. L'edificio raggiunse i 109 metri di diametro massimo, con un'orchestra dal diametro di 35 metri, per una capienza di circa 10.000 spettatori.
In pieno e nel tardo Impero l'edificio venne adattato ad ospitare le venationes (spettacoli di lotta tra gladiatori e bestie feroci): l'orchestra venne mutata in arena sostituendo le gradinate inferiori con un corridoio a volta che connetteva ad un ipogeo al centro dello spiazzo, dove le macchine sceniche permettevano gli "effetti speciali" del combattimento. Infine, in epoca tardo antica, venne realizzato il portico alle spalle della scena. Il suo abbandono probabilmente è da ascriversi all'assedio dei Vandali e alla conseguente decadenza dell'Impero.

### Decadenza
Durante il Medioevo, l'edificio scenico e le due turris scalae vennero riutilizzate per ricavarne un palazzo privato. Durante il Grand Tour crebbe la fama romantica dell'edificio, un monumento decaduto, attorniato da rigogliosa vegetazione con un'inusuale visuale sull'Etna, visuale questa per nulla esistente ai tempi della sua massima estensione, in quanto coperta dagli edifici scenici in muratura.
Nel 1787 Goethe visitò il teatro rimanendo estasiato dal bel panorama che si ammirava dalla cavea:
(Johann Wolfgang von Goethe, Viaggio in Italia)

### Il teatro oggi

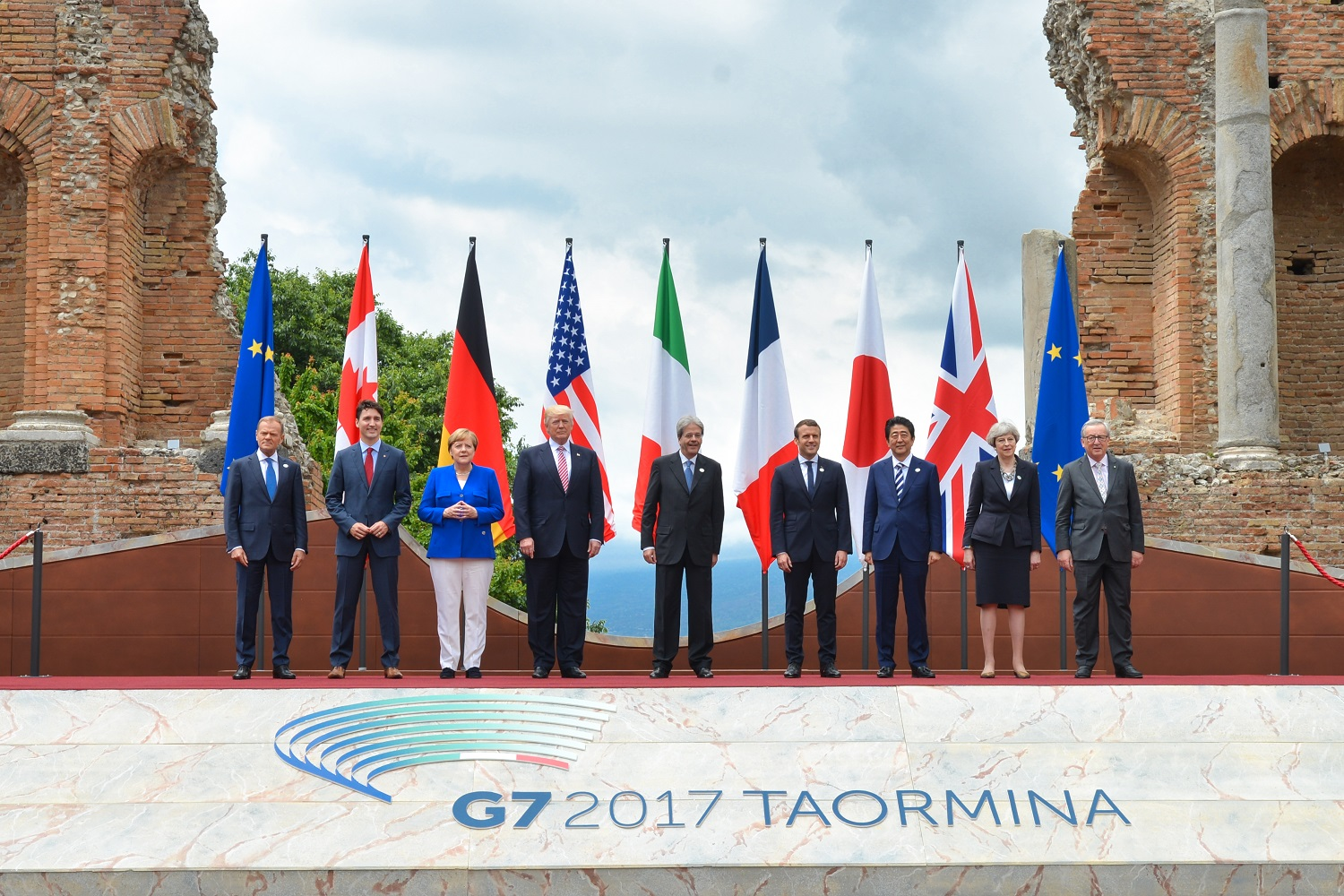
Il G7 al teatro di Taormina

A partire dagli anni cinquanta il teatro è stato impiegato come struttura teatrale all'aperto per varie forme di spettacolo che spaziano dal teatro ai concerti, dalle cerimonie di premiazione del David di Donatello ai concerti sinfonici, dall'opera lirica al balletto. Dal 1983 è sede di Taormina Arte, manifestazione di spettacoli che si svolge tutti gli anni nel periodo estivo, e del Taormina Film Fest. Il teatro è stato anche sede di alcune riprese del film La dea dell'amore di Woody Allen.
Nel 2017 il teatro è stato il palcoscenico per alcuni concerti nonché per la sfilata principale del G7 tenutosi a Taormina.

## Descrizione
Esso risulta scavato nella roccia e la scena ha per sfondo il mar Ionio e l'Etna. Ha un diametro massimo di circa 109 metri ed un'altezza di circa 20 metri. La cavea è suddivisa in nove settori da otto scale che consentono l'accesso degli spettatori. La stessa è circondata, nella parte alta, da una doppia galleria ad archi sorretti all'esterno da dei semplici pilastri e all'interno da colonne di marmo. Il fondo della scena, di epoca romana e parzialmente aperto al centro, è delimitato da un muro sul cui sfondo sono adagiate alcune colonne residue in marmo che fanno comprendere come dovesse essere in origine. Il teatro, oggi, ha una capienza agibile di 4.500 posti a sedere.

## Concerti
Oggi il teatro, oltre ad essere adibito a luogo turistico, è utilizzato principalmente per concerti, tra posti a sedere e in parterre, la capienza del teatro raggiunge i 10.000 spettatori. Nel corso degli anni si sono esibiti artisti come: Liza Minnelli, Deep Purple, Robert Plant, Elton John, Brian Wilson, James Blunt, Eddie Vedder, Mika, Pooh, Ben Harper, Kasabian, Placebo, Toto, Jethro Tull, Claudio Baglioni, Antonello Venditti, Duran Duran, Sting, The Cure, Mark Knopfler, Simple Minds, Santana, Noel Gallagher, Thom Yorke, Nick Mason, Lou Reed, Peter Gabriel, Tracy Chapman, Patti Smith, Litfiba, Renato Zero, Elisa, Franco Battiato, Carmen Consoli, America, Eros Ramazzotti, Van der Graaf Generator, Steve Hackett, Laura Pausini, Louis Tomlinson, Dream Theater e Loreena McKennitt e Francesco Gabbani.

## Galleria d'immagini

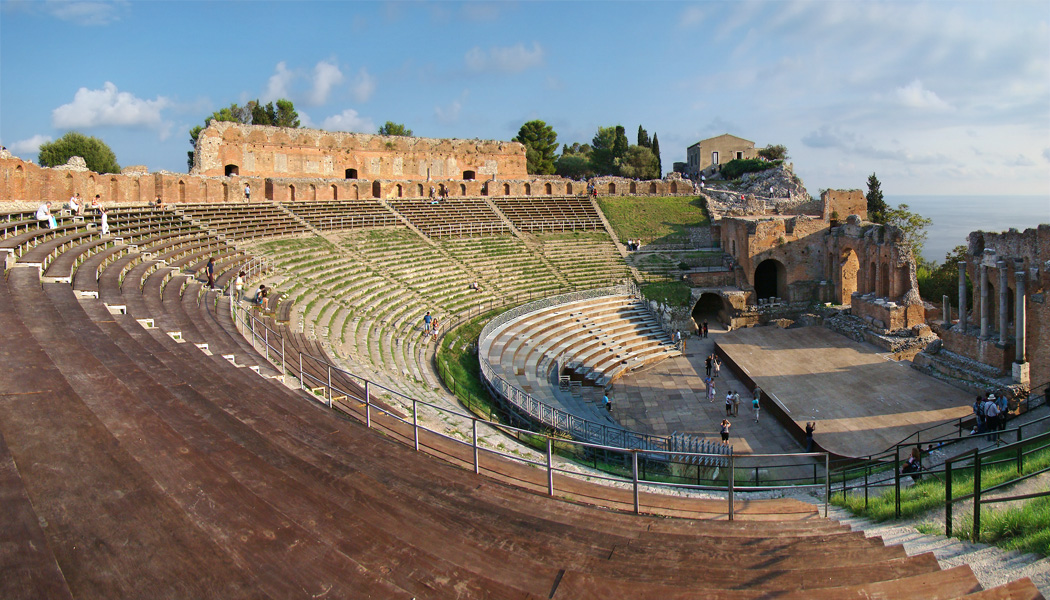
Cavea e orchestra
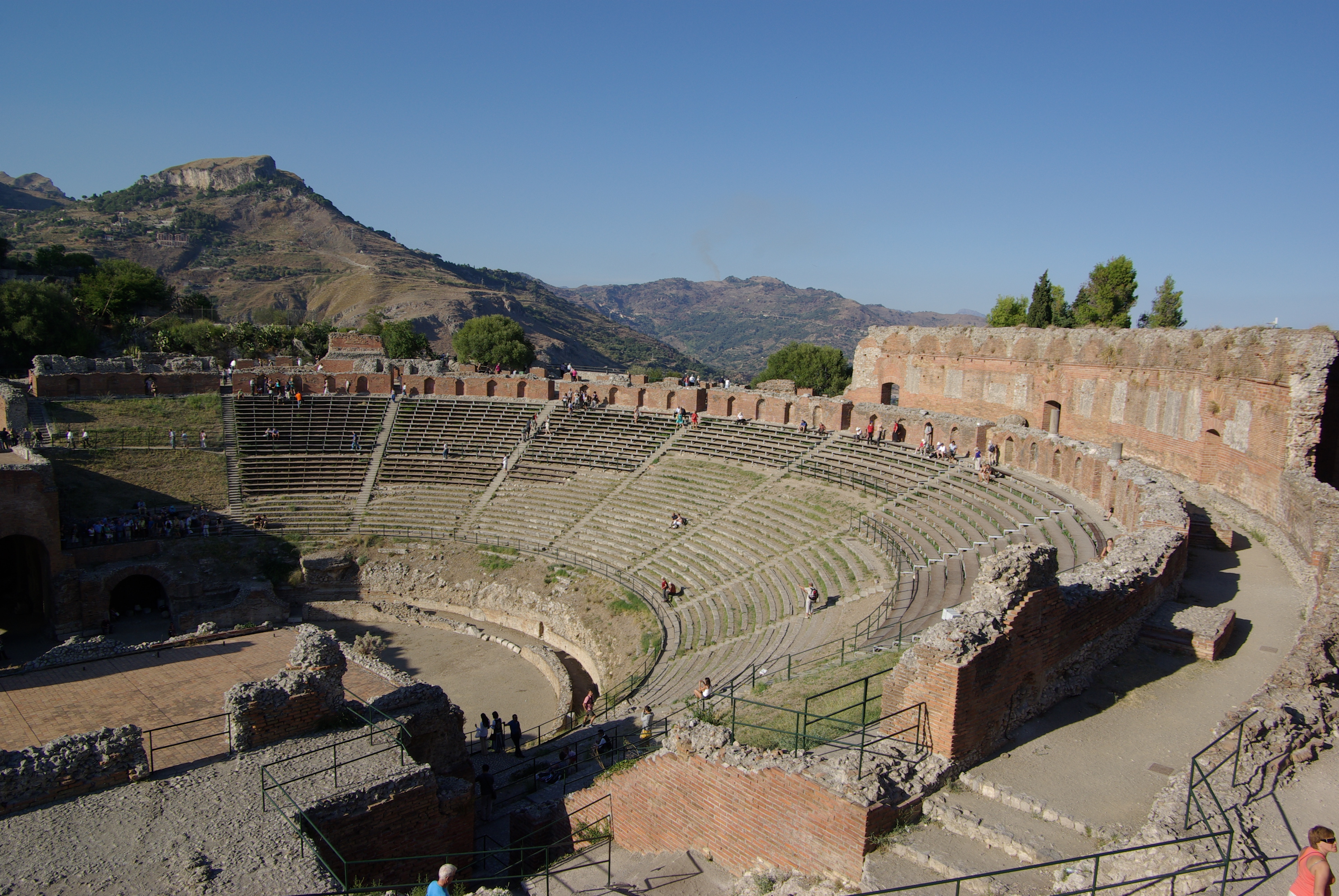
Le tribune
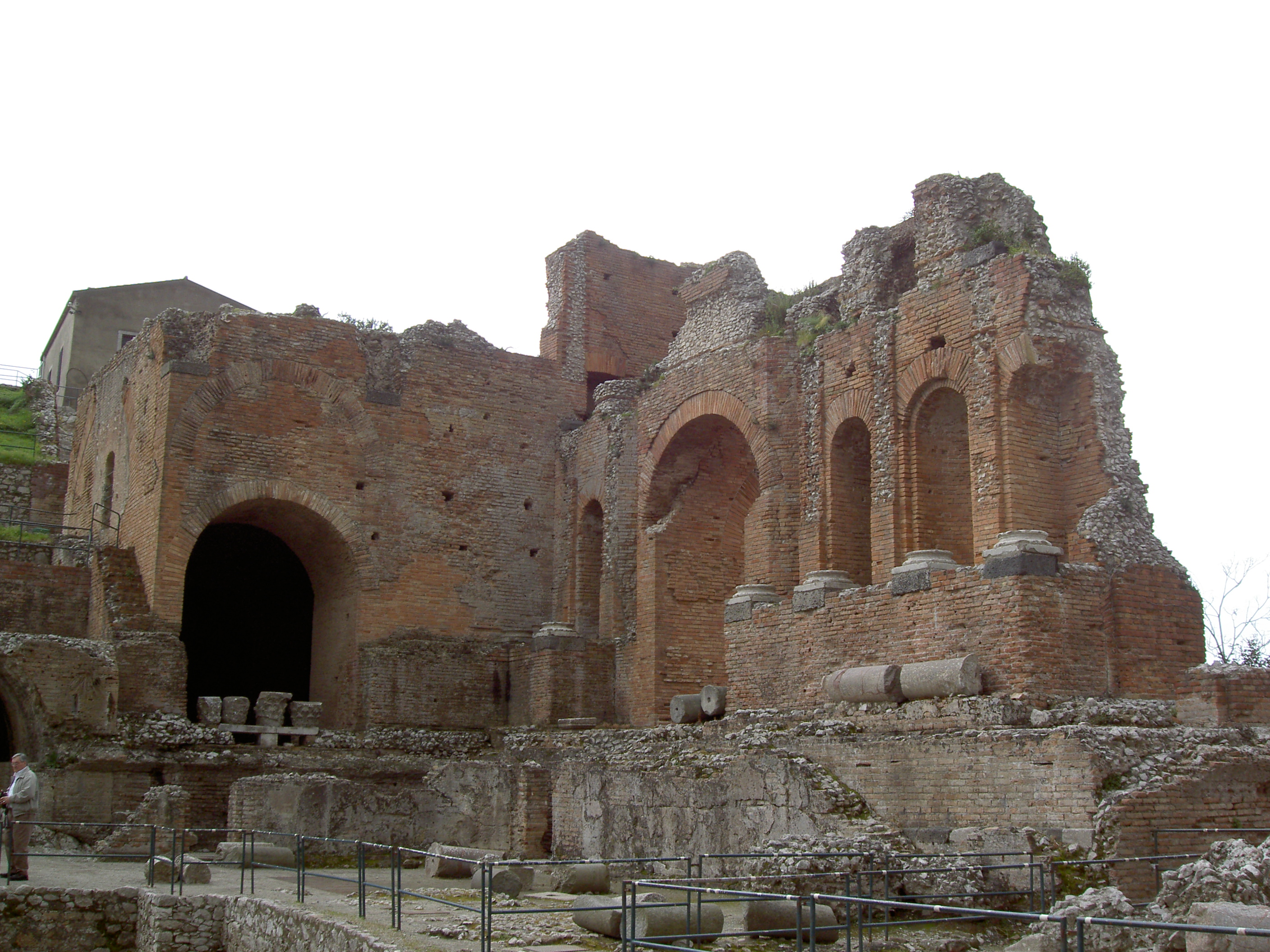
Scaenae frons
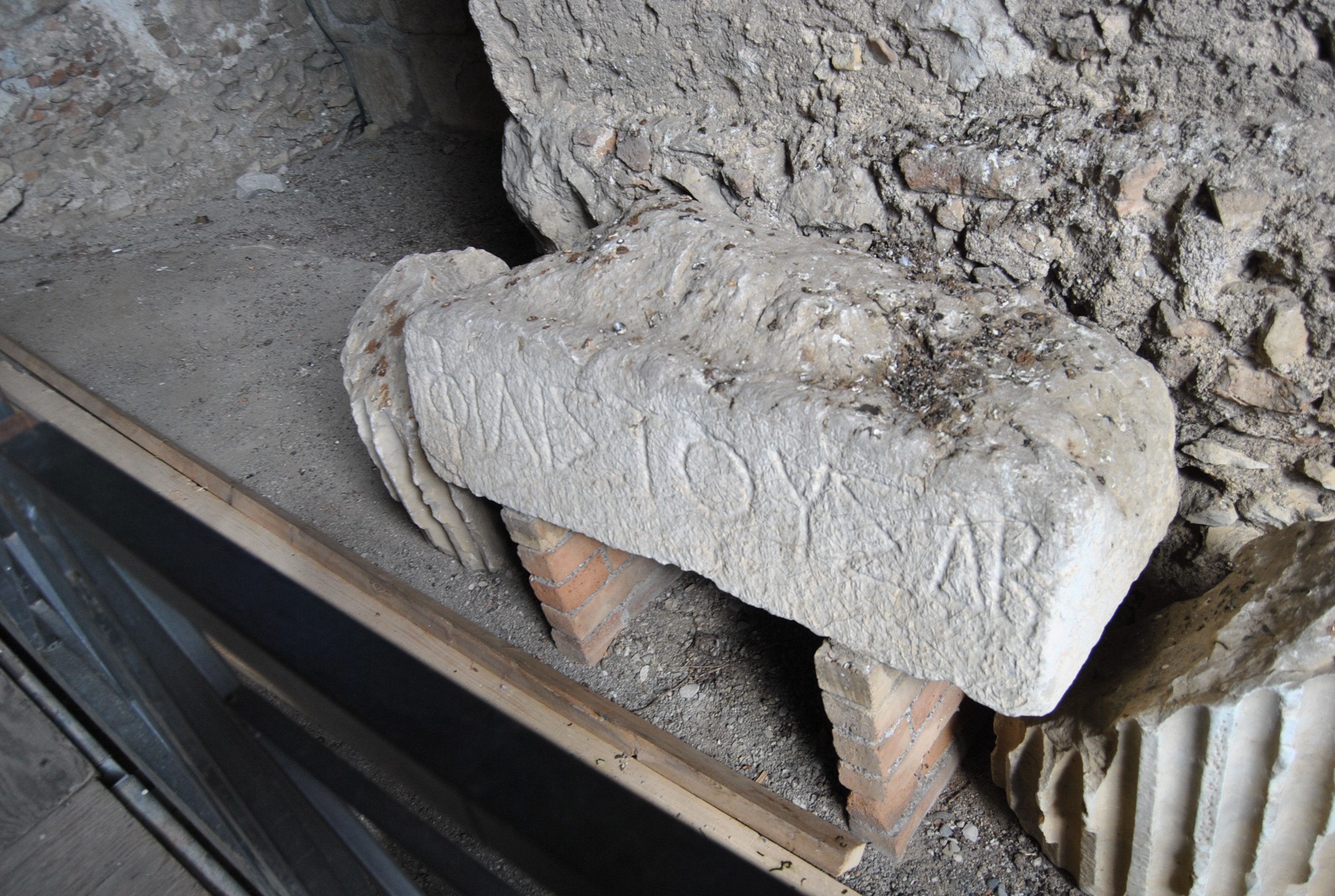
Rovine del teatro greco, allestite nella Turris scalae occidentale